# 맥도날드 음식점이 있는 나라 목록

현재 및 과거 맥도날드 지점이 있는 국가들

맥도날드 음식점이 있는 나라 목록에 관해 설명한다.
맥도날드는 전 세계에 40,000개 이상의 지점을 가진 세계 최대의 패스트푸드점 체인 중 하나이다. 미국을 제외한 맥도날드 매장의 대부분은 프랜차이즈이다.
세계에서 가장 큰 임시 맥도날드 레스토랑은 2012년 하계 올림픽 기간 동안 런던에 문을 열었으며, 면적은 3,000 제곱미터 (32,000 ft2)였다. 현재까지 가장 큰 맥도날드 레스토랑은 세계 최대 엔터테인먼트 맥도날드이다. 세계 최북단 맥도날드 레스토랑은 노르웨이, 트롬쇠에 있으며 (2022년 러시아 무르만스크 레스토랑 폐쇄 이후 핀란드, 로바니에미가 보유했었다), 세계 최남단 맥도날드 레스토랑은 뉴질랜드 인버카길에 있다.
국가 목록은 회사의 자체 계산을 따르며 여러 비주권 영토를 포함한다. 현재 또는 2024년 기준으로, 미국에 13,000개 이상, 중화인민공화국 본토에 6,800개 이상, 일본에 거의 3,000개, 프랑스에 거의 1,600개, 캐나다에 거의 1,500개, 영국에 1,400개 이상, 독일에 1,300개 이상, 브라질에 1,100개 이상, 오스트레일리아에 1,000개 이상, 필리핀에 790개 이상, 이탈리아에 750개 이상의 맥도날드 레스토랑이 있다. 맥도날드는 2022년 러시아의 우크라이나 침공 이후 러시아, 벨라루스, 카자흐스탄에서 영업을 중단했다.

## 역사
최초의 맥도날드 레스토랑은 1940년 맥도널드 형제가 문을 열었다. 그러나 1955년 4월 15일, 레이 크로크는 일리노이주, 데스플레인스에 최초의 맥도날드 매장을 열었는데, 15센트짜리 햄버거를 중심으로 한 10가지 메뉴를 제공했다.
그 이후로 맥도날드는 전 세계적으로 40,000개 이상의 레스토랑을 운영했으며, 이는 16년 동안 증가했다.

## 맥도날드 지점이 최소 하나 이상 있는 국가 및 영토
| #   | 국가/영토                                    | 최초 매장 개장일                                                                                             | 최초 지점 위치                                                                 | 최대 영업 지점 수 | 출처 및 출처 날짜                             | 지점당 인구 | 비고 |
| --- | -------------------------------------------- | --- | ------------------------------------------------------------------------------ | ----------------- | --------------------------------------------- | ----------- | --- |
| 1   | 미국                                         | 1940년 5월 15일 프랜차이즈: 1955년 4월 15일                                                                  | 캘리포니아주 샌버너디노 데스플레인스 (프랜차이즈)                              | 13,548            | (출처: Corporate McDonald's 2024년 12월 31일) | 25,633      | 첫 번째 지점. McDonald's USA 참조 |

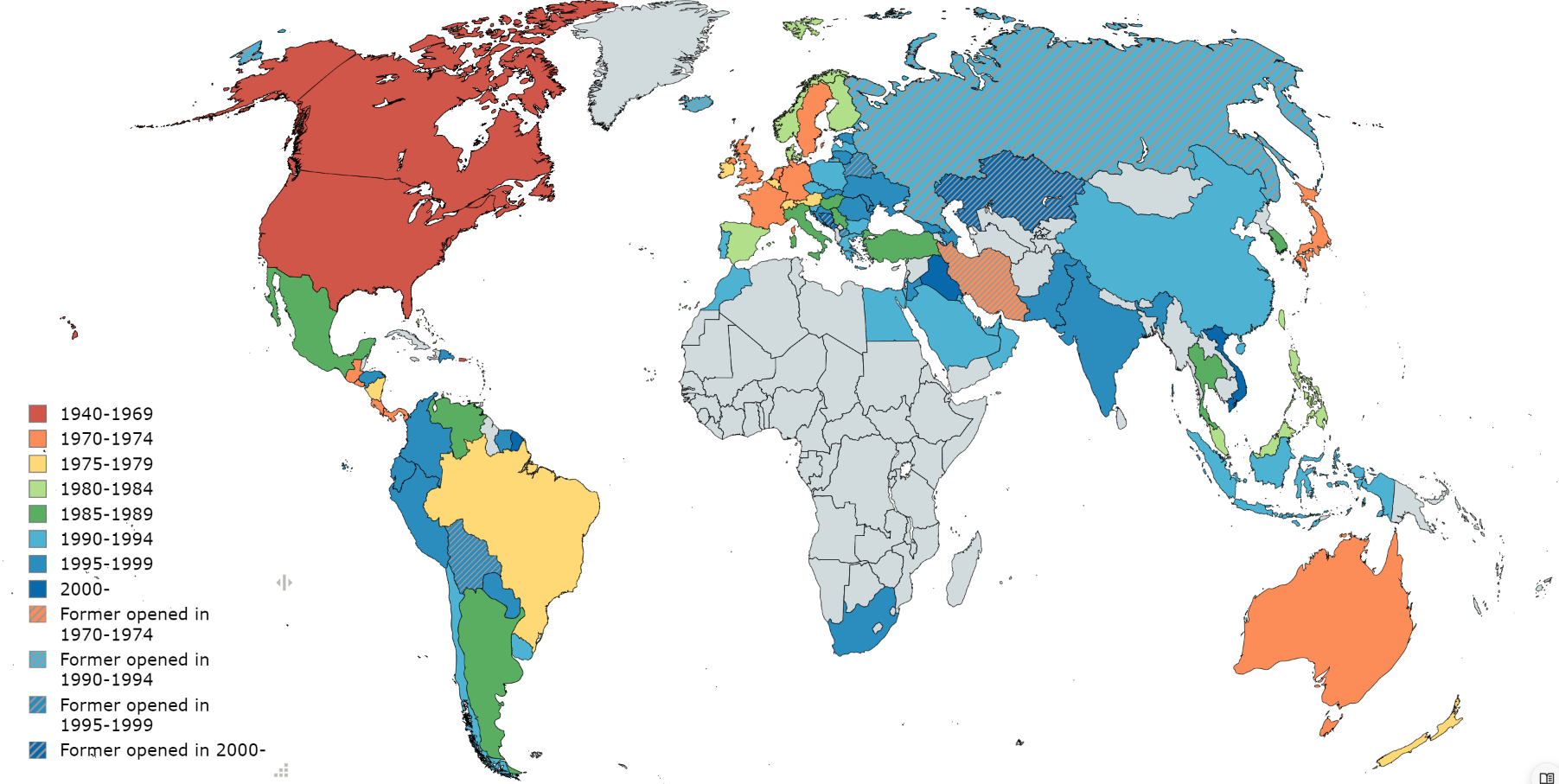
맥도날드 레스토랑이 있는 국가들, 최초 매장 개장 연도 표시

| 2   | 캐나다 (상세)                                | 1967년 6월 3일                                                                                               | 리치먼드 (브리티시컬럼비아주) (2017년 6월 23일 재개장)                         | 1,489             | (출처: Corporate McDonald's 2024년 12월 31일) | 26,949      | 미국 외 첫 번째 지점. McDonald's Canada 참조 |
| 3   | 푸에르토리코 (미국 영토)                     | 1967년 11월 10일                                                                                             | 산후안                                                                         | 94                | (출처: Corporate McDonald's 2024년 12월 31일) | 34,418      | 라틴 아메리카와 카리브해에서 최초의 맥도날드이자 스페인어권 지역 최초의 맥도날드. McDonald's 푸에르토리코 참조 |
| 4   | 미국령 버진아일랜드 (미국 영토)              | 1970년 9월 5일                                                                                               | 세인트크로이                                                                   | 5                 | (출처: Corporate McDonald's 2024년 12월 31일) | 16,828      | |
| 5   | 코스타리카                                   | 1970년 12월 8일                                                                                              | 산호세, 4번가, 1번가와 센트럴 애비뉴 사이.                                     | 76                | (출처: Corporate McDonald's 2024년 12월 31일) | 67,802      | 미국 영토가 아닌 국가 중 세 번째로 맥도날드가 개장한 국가. McDonald's 코스타리카 참조 |
| 6   | 오스트레일리아                               | 1971년 5월 30일                                                                                              | 야구나                                                                         | 1,052             | (출처: Corporate McDonald's 2024년 12월 31일) | 25,641      | 오세아니아, 아메리카 이외 지역, 남반구 최초의 지점. McDonald's 오스트레일리아 참조. 현지에서는 맥카스(Maccas)라고 불린다. |
| 7   | 괌 (미국 영토)                               | 1971년 6월 10일                                                                                              | 데데도                                                                         | 6                 | (출처: McDonald's 괌 2025)                    | 28,167      | 미크로네시아 최초의 지점. McDonald's 괌 & 사이판 참조 |
| 8   | 일본                                         | 1971년 7월 21일                                                                                              | 도쿄도 주오구 긴자 미쓰코시, 긴자                                              | 2,989             | (출처: Corporate McDonald's 2024년 12월 31일) | 41,186      | 아시아 최초의 지점, 맥도날드 홀딩스 컴퍼니 재팬 주식회사. 현지에서는 맛쿠(マック)와 마쿠도(マクド)로 알려져 있다. McDonald's 일본 참조 |
| 9   | 네덜란드                                     | 1971년 8월 21일                                                                                              | 잔담                                                                           | 263               | (출처: Corporate McDonald's 2024년 12월 31일) | 69,760      | 유럽 최초의 지점이었다. 1971년 유럽 마스터 프랜차이즈 가맹점주 얀 시베스마(Jan Sybesma)에 의해 개장되었다. 맥도날드 유럽은 향후 4년 내에 15개 매장을 추가로 개장할 계획이다. McDonald's 네덜란드 참조 |
| 10  | 파나마                                       | 1971년 9월 1일                                                                                               | 파나마시티                                                                     | 81                | (출처: Corporate McDonald's 2024년 12월 31일) | 56,434      | McDonald's 파나마 참조 |
| 11  | 독일                                         | 1971년 11월 22일 (서독) 1990년 12월 21일 (구 동독)                                                           | 뮌헨 (서독) 플라우엔 (구 동독)                                                 | 1,367             | (출처: Corporate McDonald's 2024년 12월 31일) | 61,503      | 1971년 뮌헨-오버기징에 서독 최초의 지점이 개장되었다. 맥도날드는 현지에서 맥케스(Mäkkes)로 알려져 있다. 독일의 재통일 이후 1990년 신연방주에 플라우엔에 최초의 지점이 개장되었다. McDonald's 독일 참조 |
| 12  | 프랑스 (상세)                                | 1972년 6월 30일                                                                                              | 크레테유                                                                       | 1,588             | (출처: Corporate McDonald's 2024년 12월 31일) | 41,972      | 1972년 크레테유에 첫 매장이 개장되었으나, 맥도날드는 공식적으로 1979년 스트라스부르 매장을 첫 매장으로 인정한다. 2019년 프랑스는 햄버거 체인의 유럽 최대 시장이었다. 맥도날드 프랑스 참조. |
| 13  | 엘살바도르                                   | 1972년 7월 20일                                                                                              | 산살바도르                                                                     | 25                | (출처: Corporate McDonald's 2024년 12월 31일) | 254,620     | |
| 14  | 스웨덴                                       | 1973년 10월 27일                                                                                             | 스톡홀름 쿵스고탄, 4번가                                                       | 199               | (출처: Corporate McDonald's 2024년 12월 31일) | 53,551      | 스칸디나비아 최초의 지점. McDonald's 스웨덴 참조 |
| 15  | 과테말라                                     | 1974년 6월 6일                                                                                               | 과테말라시티                                                                   | 115               | (출처: Corporate McDonald's 2024년 12월 31일) | 162,503     | McDonald's 과테말라 참조 |
| 16  | 퀴라소 (당시 네덜란드령 안틸레스의 일부)     | 1974년 8월 16일                                                                                              | 빌렘스타트                                                                     | 5                 | (출처: Corporate McDonald's 2024년 12월 31일) | 37,097      | McDonald's 퀴라소 참조 |
| 17  | 영국                                         | 잉글랜드: 1974년 11월 13일 웨일스: 1984년 12월 3일 스코틀랜드: 1987년 11월 23일 북아일랜드: 1991년 10월 12일 | 런던 울리치 (잉글랜드) 카디프 (웨일스) 던디 (스코틀랜드) 벨파스트 (북아일랜드) | 1,468             | (출처: Corporate McDonald's 2024년 12월 31일) | 47,378      | McDonald's 영국 참조 |
| 18  | 홍콩 (당시 영국령 홍콩)                      | 1975년 1월 8일                                                                                               | 홍콩섬 코즈웨이베이 패터슨 스트리트 (현재 폐쇄)                                | 260               | (출처: Corporate McDonald's 2024년 12월 31일) | 28,446      | 중국어권 지역 최초의 지점. 홍콩은 당시 영국의 왕령 식민지/영국의 해외 영토였으며, 맥도날드는 15년 후에 중국 본토에 레스토랑을 열었다. McDonald's 홍콩 참조 |
| 19  | 바하마                                       | 1975년 8월 4일                                                                                               | 나소                                                                           | 3                 | (출처: Corporate McDonald's 2024년 12월 31일) | 134,344     | 카리브해 독립국가 최초의 지점. McDonald's 바하마 참조 |
| 20  | 뉴질랜드 (상세)                              | 1976년 6월 7일                                                                                               | 웰링턴 포리루아 센트럴                                                         | 172               | (출처: Corporate McDonald's 2024년 12월 31일) | 30,534      | 뉴질랜드에서 왈리(Wally)와 휴 모리스에 의해 설립되었다. 첫 남섬 레스토랑은 1987년 11월 3일 크라이스트처치의 린우드와 메리베일에 개장되었다. 맥도날드 뉴질랜드 참조. |
| 21  | 스위스                                       | 1976년 10월 20일                                                                                             | 제네바                                                                         | 183               | (출처: Corporate McDonald's 2024년 12월 31일) | 49,002      | 내륙국 최초의 지점. McDonald's 스위스 참조 |
| 22  | 아일랜드                                     | 1977년 5월 9일                                                                                               | 더블린 그래프턴 스트리트                                                       | 95                | (출처: Corporate McDonald's 2024년 12월 31일) | 55,874      | 유럽 최초의 드라이브 스루는 더블린 너트그로브에, 유럽 최초의 맥카페는 더블린 그래프턴 스트리트에 개장했다. McDonald's 아일랜드 참조 |
| 23  | 오스트리아                                   | 1977년 7월 21일                                                                                              | 빈 슈바르첸베르크 광장                                                         | 206               | (출처: Corporate McDonald's 2024년 12월 31일) | 44,241      | McDonald's 오스트리아 참조 |
| 24  | 벨기에                                       | 1978년 3월 21일                                                                                              | 브뤼셀                                                                         | 119               | (출처: Corporate McDonald's 2024년 12월 31일) | 98,812      | McDonald's 벨기에 참조 |
| 25  | 브라질                                       | 1979년 2월 13일                                                                                              | 리우데자네이루 코파카바나                                                      | 1,173             | (출처: Corporate McDonald's 2024년 12월 31일) | 181,426     | 1979년 리우데자네이루 코파카바나에 첫 지점이 개장되었다. 남아메리카와 포르투갈어권 국가에서 최초의 지점이다. 현지에서는 메키(Méqui)로 알려져 있다. McDonald's 브라질 참조 |
| 26  | 싱가포르                                     | 1979년 10월 20일                                                                                             | 오차드로드 리아트 타워                                                         | 152               | (출처: Corporate McDonald's 2024년 12월 31일) | 38,623      | 리아트 타워에 동남아시아 최초의 지점. McDonald's 싱가포르 참조 |
| 27  | 스페인                                       | 1981년 3월 10일                                                                                              | 마드리드 그란비아                                                              | 629               | (출처: Corporate McDonald's 2024년 12월 31일) | 76,137      | 이베리아반도 최초의 지점. McDonald's 스페인 참조 |
| 28  | 덴마크                                       | 1981년 4월 15일                                                                                              | 코펜하겐 베스테르브로가데 2D                                                   | 113               | (출처: Corporate McDonald's 2024년 12월 31일) | 53,120      | McDonald's 덴마크 참조 |
| 29  | 필리핀 (상세)                                | 1981년 9월 27일                                                                                              | 마닐라 삼팔록 니카노르 레예스 스트리트 (모라이타)                              | 792               | (출처: Corporate McDonald's 2024년 12월 31일) | 147,458     | 얼라이언스 글로벌에 허가되었다. McDonald's 필리핀 참조. |
| 30  | 말레이시아                                   | 1982년 4월 29일                                                                                              | 쿠알라룸푸르 잘란 부킷 빈탕                                                    | 373               | (출처: Corporate McDonald's 2024년 12월 31일) | 96,455      | 이슬람 세계에서 가장 오래 살아남은 지점. McDonald's 말레이시아 참조 |
| 31  | 노르웨이                                     | 1983년 11월 18일                                                                                             | 오슬로 네드레 슬로츠가테                                                       | 85                | (출처: Corporate McDonald's 2024년 12월 31일) | 66,154      | 세계 최북단 지점은 트롬쇠에 위치한다. McDonald's 노르웨이 참조 |
| 32  | 타이완                                       | 1984년 1월 28일                                                                                              | 타이베이시 민생동로                                                            | 417               | (출처: Corporate McDonald's 2024년 12월 31일) | 55,426      | 1992년 타이완의 레스토랑 폭탄 테러 조사 중 모든 레스토랑이 일시 폐쇄되었으며, 조사가 완료된 후 재개장되었다. McDonald's 타이완 참조 |
| 33  | 안도라                                       | 1984년 6월 29일                                                                                              | 안도라라벨랴                                                                   | 5                 | (출처: McDonald's 안도라 2024년 12월 27일)    | 16,581      | McDonald's 안도라 참조 |
| 34  | 핀란드                                       | 1984년 12월 14일                                                                                             | 탐페레 하메엥카투 17                                                           | 81                | (출처: Corporate McDonald's 2024년 12월 31일) | 69,424      | 로바니에미 지점은 1997년부터 2013년까지, 그리고 2022년부터 2024년까지 세계 최북단 맥도날드였다. McDonald's 핀란드 참조 |
| 35  | 태국                                         | 1985년 2월 23일                                                                                              | 방콕                                                                           | 236               | (출처: Corporate McDonald's 2024년 12월 31일) | 303,474     | McDonald's 태국 참조 |
| 36  | 이탈리아                                     | 1985년 3월 20일                                                                                              | 볼차노                                                                         | 755               | (출처: Corporate McDonald's 2024년 12월 31일) | 78,339      | McDonald's 이탈리아 참조 |
| 37  | 아루바 (당시 네덜란드령 안틸레스의 일부)     | 1985년 4월 4일                                                                                               | 오라녜스타트                                                                   | 3                 | (출처: Corporate McDonald's 2024년 12월 31일) | 36,049      | McDonald's 아루바 참조 |
| 38  | 룩셈부르크                                   | 1985년 7월 17일                                                                                              | 룩셈부르크시                                                                   | 12                | (출처: Corporate McDonald's 2024년 12월 31일) | 56,704      | McDonald's 룩셈부르크 참조 |
| 39  | 베네수엘라                                   | 1985년 8월 31일                                                                                              | 카라카스 엘 로살 (현재 폐쇄)                                                   | 80                | (출처: Corporate McDonald's 2024년 12월 31일) | 356,461     | McDonald's 베네수엘라 참조 |
| 40  | 멕시코                                       | 1985년 10월 29일                                                                                             | 멕시코시티 하르디네스 델 페드레갈                                              | 374               | (출처: Corporate McDonald's 2024년 12월 31일) | 352,799     | McDonald's 멕시코 참조 |
| 41  | 쿠바                                         | 1986년 4월 24일                                                                                              | 관타나모만 해군기지                                                            | 1                 | (출처: Corporate McDonald's 2024년 12월 31일) | 10,937,203  | 관타나모만; 미군만 이용 가능. 쿠바 시민은 접근할 수 없다. |
| 42  | 튀르키예                                     | 1986년 10월 24일                                                                                             | 이스탄불                                                                       | 274               | (출처: Corporate McDonald's 2024년 12월 31일) | 320,020     | 동트라키아에 첫 지점 개장; 아나톨리아 지점은 나중에 개장했다. 또한 튀르크어권 세계 최초의 지점이며, 아제르바이잔은 1999년에 두 번째였다. McDonald's 튀르키예 참조 |
| 43  | 아르헨티나                                   | 1986년 11월 24일                                                                                             | 부에노스아이레스 벨그라노                                                      | 226               | (출처: Corporate McDonald's 2024년 12월 31일) | 202,882     | McDonald's 아르헨티나 참조 |
| 44  | 마카오 (당시 포르투갈령 마카오)              | 1987년 4월 11일                                                                                              | 마카오반도 세 당구, 캄포 거리                                                  | 39                | (출처: Corporate McDonald's 2024년 12월 31일) | 18,513      | 당시 포르투갈 영토; 기술적으로는 포르투갈 영토에서 처음이었고, 맥도날드는 4년 후에야 포르투갈 본토에 레스토랑을 열었다. 레스토랑 목록 참조. |
| 45  | 세르비아 (당시 유고슬라비아의 일부)          | 1988년 3월 24일                                                                                              | 베오그라드 슬라비아 광장                                                       | 36                | (출처: Corporate McDonald's 2024년 12월 31일) | 185,807     | 공산주의 국가와 발칸반도 최초의 지점. McDonald's 세르비아 참조 |
| 46  | 대한민국                                     | 1988년 3월 29일                                                                                              | 서울특별시 강남구                                                              | 398               | (출처: Corporate McDonald's 2024년 12월 31일) | 129,817     | McDonald's 대한민국 참조 |
| 47  | 헝가리                                       | 1988년 4월 13일                                                                                              | 부다페스트                                                                     | 115               | (출처: Corporate McDonald's 2024년 12월 31일) | 83,759      | 바르샤바 조약 기구 국가, 즉 철의 장막 뒤 최초의 지점. 현지에서는 메키(Meki)로 알려져 있다. McDonald's 헝가리 참조 |
| 48  | 중화인민공화국                               | 1990년 10월 8일                                                                                              | 선전시 뤄후구 둥먼                                                             | 6,820             | (출처: Corporate McDonald's 2024년 12월 31일) | 207,639     | 미국 외 시장에서 가장 많은 지점 수. McDonald's 중화인민공화국 참조 |
| 49  | 칠레                                         | 1990년 11월 19일                                                                                             | 산티아고 라스콘데스                                                            | 112               | (출처: Corporate McDonald's 2024년 12월 31일) | 177,321     | McDonald's 칠레 참조 |
| 50  | 인도네시아                                   | 1991년 2월 23일                                                                                              | 자카르타 사리나 (현재 폐쇄)                                                    | 318               | (출처: Corporate McDonald's 2024년 12월 31일) | 898,494     | 사리나의 첫 지점은 사리나 자체의 리모델링으로 2020년에 폐쇄되었으며, 3년 후 인접한 자야 빌딩으로 이전했다. McDonald's 인도네시아 참조 |
| 51  | 포르투갈                                     | 1991년 5월 23일                                                                                              | 카스카이스 카스카이쇼핑                                                        | 209               | (출처: Corporate McDonald's 2024년 12월 31일) | 49,817      | McDonald's 포르투갈 참조 |
| 52  | 그리스                                       | 1991년 11월 12일                                                                                             | 아테네 신타그마 광장                                                           | 35                | (출처: Corporate McDonald's 2024년 12월 31일) | 283,967     | McDonald's 그리스 참조 |
| 53  | 우루과이                                     | 1991년 11월 18일                                                                                             | 몬테비데오 몬테비데오 쇼핑                                                     | 34                | (출처: Corporate McDonald's 2024년 12월 31일) | 99,550      | McDonald's 우루과이 참조 |
| 54  | 마르티니크 (프랑스의 일부)                   | 1991년 12월 16일                                                                                             | 포르드프랑스                                                                   | 10                | (출처: Corporate McDonald's 2024년 12월 31일) | 34,044      | McDonald's 프랑스령 안틸레스 참조 |
| 55  | 체코 (당시 체코슬로바키아의 일부)            | 1992년 3월 20일                                                                                              | 프라하 보디치코바 거리                                                         | 128               | (출처: Corporate McDonald's 2024년 12월 31일) | 82,885      | 냉전 이후 최초로 개장한 맥도날드 지점. McDonald's 체코 참조 |
| 56  | 과들루프 (프랑스의 일부)                     | 1992년 4월 8일                                                                                               | 카페스테르벨로 레이턴 스퀘어 에어리어 센터                                     | 9                 | (출처: Corporate McDonald's 2024년 12월 31일) | 41,532      | McDonald's 프랑스령 안틸레스 참조 |
| 57  | 폴란드                                       | 1992년 6월 17일                                                                                              | 바르샤바 마르샤우코프스카 거리 "세잠" 백화점 (현재 폐쇄)                       | 580               | (출처: Corporate McDonald's 2024년 12월 31일) | 65,760      | McDonald's 폴란드 참조 |
| 58  | 모나코                                       | 1992년 11월 20일                                                                                             | 몬테카를로                                                                     | 1                 | (출처: McDonald's 프랑스 2023년 9월)          | 38,341      | |
| 59  | 브루나이                                     | 1992년 12월 13일                                                                                             | 반다르스리브가완 미션 힐 로드                                                  | 6                 | (출처: Corporate McDonald's 2024년 12월 31일) | 77,722      | McDonald's 브루나이 참조 |
| 60  | 모로코                                       | 1992년 12월 18일                                                                                             | 카사블랑카                                                                     | 74                | (출처: Corporate McDonald's 2024년 12월 31일) | 519,335     | 아프리카와 아랍 세계 최초의 지점; 맥도날드는 이제 남극을 제외한 모든 대륙에 진출했다. McDonald's 모로코 참조 |
| 61  | 북마리아나 제도 (미국 영토)                  | 1993년 3월 18일                                                                                              | 사이판                                                                         | 2                 | (출처: McDonald's 미국 2024)                  | 21,771      | 사이판 섬에 첫 지점 개장; 두 번째 지점은 1997년에 개장했다. |
| 62  | 이스라엘 (상세)                              | 1993년 10월 14일                                                                                             | 라마트간 아야론 몰                                                             | 230               | (출처: Corporate McDonald's 2024년 12월 31일) | 41,379      | 중동 최초의 지점. 맥도날드 이스라엘 참조. |
| 63  | 슬로베니아                                   | 1993년 12월 2일                                                                                              | 류블랴나 초포바 거리                                                           | 28                | (출처: Corporate McDonald's 2024년 12월 31일) | 75,610      | McDonald's 슬로베니아 참조 |
| 64  | 사우디아라비아                               | 1993년 12월 8일                                                                                              | 리야드                                                                         | 441               | (출처: Corporate McDonald's 2024년 12월 31일) | 78,382      | 중동에서 가장 많은 맥도날드 매장을 보유하고 있다. 아라비아반도 최초의 지점. 맥도날드 중부, 동부, 북부 참조. McDonald's 서부, 남부 참조 |
| 65  | 쿠웨이트                                     | 1994년 6월 15일                                                                                              | 쿠웨이트시티 (현재 폐쇄)                                                       | 91                | (출처: Corporate McDonald's 2024년 12월 31일) | 55,232      | 중동에서 가장 큰 맥도날드 매장을 보유하고 있다. McDonald's 쿠웨이트 참조. 쿠웨이트 최초의 맥도날드는 맥도날드와 Touristic Enterprises Company 간의 계약 만료로 인해 25년 영업 후 폐쇄되었다. McDonald's 쿠웨이트 참조 |
| 66  | 누벨칼레도니 (프랑스 영토)                   | 1994년 7월 26일                                                                                              | 누메아                                                                         | 4                 | (출처: McDonald's 누벨칼레도니 2025)          | 73,833      | McDonald's 누벨칼레도니 참조 |
| 67  | 오만                                         | 1994년 7월 30일                                                                                              | 살랄라                                                                         | 35                | (출처: Corporate McDonald's 2024년 12월 31일) | 156,991     | McDonald's 오만 참조 |
| 68  | 이집트                                       | 1994년 10월 20일                                                                                             | 카이로                                                                         | 190               | (출처: Corporate McDonald's 2024년 12월 31일) | 622,979     | McDonald's 이집트 참조 |
| 69  | 불가리아                                     | 1994년 12월 10일                                                                                             | 플로브디프                                                                     | 43                | (출처: Corporate McDonald's 2024년 12월 31일) | 156,153     | McDonald's 불가리아 참조 |
| 70  | 바레인                                       | 1994년 12월 15일                                                                                             | 마나마                                                                         | 33                | (출처: Corporate McDonald's 2024년 12월 31일) | 49,798      | McDonald's 바레인 참조 |
| 71  | 라트비아                                     | 1994년 12월 15일                                                                                             | 리가                                                                           | 14                | (출처: Corporate McDonald's 2024년 12월 31일) | 132,397     | 발트해 국가 최초의 지점. McDonald's 라트비아 참조 |
| 72  | 아랍에미리트                                 | 1994년 12월 21일 (두바이) 1995년 6월 10일 (아부다비)                                                         | 두바이 (1994) 아부다비 (1995)                                                  | 210               | (출처: Corporate McDonald's 2024년 12월 31일) | 54,029      | McDonald's 아랍에미리트 참조 |
| 73  | 에스토니아                                   | 1995년 4월 29일                                                                                              | 탈린                                                                           | 11                | (출처: Corporate McDonald's 2024년 12월 31일) | 122,203     | McDonald's 에스토니아 참조 |
| 74  | 루마니아                                     | 1995년 6월 16일                                                                                              | 부쿠레슈티 우니리 광장                                                         | 106               | (출처: Corporate McDonald's 2024년 12월 31일) | 178,383     | 현지에서는 멕(Mec)으로 불린다. McDonald's 루마니아 보관됨 2020-01-09 - 웨이백 머신 참조 |
| 75  | 몰타                                         | 1995년 7월 7일                                                                                               | 발레타                                                                         | 9                 | (출처: Corporate McDonald's 2024년 12월 31일) | 60,601      | McDonald's 몰타 참조 |
| 76  | 콜롬비아                                     | 1995년 7월 14일                                                                                              | 보고타 센트로 안디노                                                           | 72                | (출처: Corporate McDonald's 2024년 12월 31일) | 742,023     | McDonald's 콜롬비아 참조 |
| 77  | 슬로바키아                                   | 1995년 10월 14일                                                                                             | 반스카비스트리차                                                               | 47                | (출처: Corporate McDonald's 2024년 12월 31일) | 116,487     | McDonald's 슬로바키아 참조 |
| 78  | 남아프리카 공화국                            | 1995년 11월 11일                                                                                             | 블랙히스 (하우텡주)                                                            | 401               | (출처: Corporate McDonald's 2024년 12월 31일) | 161,465     | 남아프리카 최초의 지점. McDonald's 남아프리카 공화국 참조 |
| 79  | 카타르                                       | 1995년 12월 13일                                                                                             | 도하                                                                           | 79                | (출처: Corporate McDonald's 2024년 12월 31일) | 39,442      | McDonald's 카타르 참조 |
| 80  | 온두라스                                     | 1995년 12월 14일                                                                                             | 테구시갈파                                                                     | 13                | (출처: Corporate McDonald's 2024년 12월 31일) | 846,604     | McDonald's 온두라스 참조 |
| 81  | 신트마르턴 (당시 네덜란드령 안틸레스의 일부) | 1995년 12월 15일                                                                                             | 필립스뷔르흐                                                                   | 2                 | (출처: Corporate McDonald's 2024년 12월 31일) | 21,962      | |
| 82  | 크로아티아                                   | 1996년 2월 2일                                                                                               | 자그레브                                                                       | 47                | (출처: Corporate McDonald's 2024년 12월 31일) | 81,876      | McDonald's 크로아티아 참조 |
| 83  | 사모아 (당시 서사모아)                       | 1996년 3월 2일                                                                                               | 아피아                                                                         | 1                 | (출처: Corporate McDonald's 2024년 12월 31일) | 219,306     | 페이스북 |
| 84  | 피지                                         | 1996년 5월 1일                                                                                               | 수바                                                                           | 5                 | (출처: Corporate McDonald's 2024년 12월 31일) | 186,631     | McDonald's 피지 참조 |
| 85  | 리히텐슈타인                                 | 1996년 5월 3일                                                                                               | 트리젠                                                                         | 1                 | (출처: 2018)                                  | 40,128      | McDonald's 스위스 참조 |
| 86  | 리투아니아                                   | 1996년 5월 31일                                                                                              | 빌뉴스                                                                         | 18                | (출처: Corporate McDonald's 2024년 12월 31일) | 157,230     | McDonald's 리투아니아 참조 |
| 87  | 인도                                         | 1996년 10월 13일                                                                                             | 델리                                                                           | 665               | (출처: Corporate McDonald's 2024년 12월 31일) | 2,201,302   | 남아시아 최초의 지점. McDonald's 인도 보관됨 2023-10-27 - 웨이백 머신 참조 |
| 88  | 페루                                         | 1996년 10월 18일                                                                                             | 리마 산이시드로 구                                                             | 30                | (출처: Corporate McDonald's 2024년 12월 31일) | 1,152,556   | McDonald's 페루 참조 |
| 89  | 요르단                                       | 1996년 11월 7일                                                                                              | 암만                                                                           | 46                | (출처: Corporate McDonald's 2024년 12월 31일) | 250,450     | McDonald's 요르단 참조 |
| 90  | 파라과이                                     | 1996년 11월 21일                                                                                             | 아순시온                                                                       | 27                | (출처: Corporate McDonald's 2024년 12월 31일) | 259,744     | McDonald's 파라과이 참조 |
| 91  | 도미니카 공화국                              | 1996년 11월 30일                                                                                             | 산토도밍고                                                                     | 23                | (출처: Corporate McDonald's 2024년 12월 31일) | 500,891     | 푸에르토리코 다음으로 카리브해에서 두 번째로 많은 맥도날드 지점을 보유한 국가. McDonald's 도미니카 공화국 참조 |
| 92  | 프랑스령 폴리네시아 (프랑스 영토)            | 1996년 12월 10일                                                                                             | 타히티섬                                                                       | 5                 | (출처: Corporate McDonald's 2024년 12월 31일) | 56,493      | |
| 93  | 트리니다드 토바고                            | 1997년 5월 6일                                                                                               | 더 폴스 앳 웨스트 몰                                                           | 4                 | (출처: Corporate McDonald's 2024년 12월 31일) | 377,789     | 맥도날드는 이전에 트리니다드에 매장을 (1997년 5월 6일 – 2003년 10월 25일) 운영했지만, 판매 부진으로 폐쇄되었다. 2011년 더 폴스 앳 웨스트 몰에 재개장했다. |
| 94  | 우크라이나                                   | 1997년 5월 24일                                                                                              | 키이우 루키아니우스카 (키이우 지하철) 지하철역 근처                            | 124               | (출처: Corporate McDonald's 2024년 12월 31일) | 314,358     | 크림반도의 모든 3개 레스토랑은 2014년 3월 러시아 군사 침공 이후 영구적으로 폐쇄되었다. 도네츠크의 2개 레스토랑과 루한스크의 유일한 레스토랑도 2014년 말 돈바스 전쟁이 격화된 후 영구적으로 폐쇄되었다. 우크라이나의 모든 레스토랑은 2022년 2월 2022년 러시아의 우크라이나 침공으로 인해 일시 폐쇄되었으며, 같은 해 9월에 재개장되었다. 헤르손의 레스토랑은 러시아의 헤르손주 점령 중에 파괴되었고, 멜리토폴의 레스토랑은 2022년 3월부터 도시가 러시아의 자포리자주 점령 하에 있어 여전히 폐쇄되어 있다. McDonald's 우크라이나 참조 |
| 95  | 키프로스                                     | 1997년 6월 12일                                                                                              | 라르나카                                                                       | 23                | (출처: Corporate McDonald's 2024년 12월 31일) | 40,587      | McDonald's 키프로스 참조 |
| 96  | 저지 (영국령 왕실 속령)                      | 1997년 8월 1일                                                                                               | 생헬리에르                                                                     | 1                 | ?                                             | 103,674     | |
| 97  | 에콰도르                                     | 1997년 10월 9일                                                                                              | 키토 이냐키토 상업 센터 (CCI)                                                  | 35                | (출처: Corporate McDonald's 2024년 12월 31일) | 522,568     | McDonald's 에콰도르 참조 |
| 98  | 레위니옹 (프랑스의 일부)                     | 1997년 12월 14일                                                                                             | 생드니                                                                         | 18                | (출처: Corporate McDonald's 2024년 12월 31일) | 49,023      | McDonald's 레위니옹 참조 |
| 99  | 맨섬 (영국령 왕실 속령)                      | 1997년 12월 15일                                                                                             | 더글러스                                                                       | 1                 | ?                                             | 84,118      | |
| 100 | 수리남                                       | 1997년 12월 18일                                                                                             | 파라마리보                                                                     | 2                 | (출처: Corporate McDonald's 2024년 12월 31일) | 319,925     | |
| 101 | 몰도바                                       | 1998년 4월 30일                                                                                              | 키시너우                                                                       | 11                | (출처: Corporate McDonald's 2024년 12월 31일) | 272,373     | McDonald's 몰도바 참조 |
| 102 | 니카라과                                     | 1998년 7월 11일                                                                                              | 마나과                                                                         | 9                 | (출처: Corporate McDonald's 2024년 12월 31일) | 778,611     | 니카라과 혁명 기간 동안 니카라과 내 모든 맥도날드 지점은 일시적으로 영업을 중단했으며, 20년의 공백 끝에 1998년 재개장되었다. 그러나 전쟁 중에도 한 지점은 "도널드(Donald's)"라는 이름으로 계속 영업했다. McDonald's 니카라과 참조 |
| 103 | 레바논                                       | 1998년 9월 18일                                                                                              | 베이루트                                                                       | 23                | (출처: Corporate McDonald's 2024년 12월 31일) | 254,323     | McDonald's 레바논 참조 |
| 104 | 파키스탄 (상세)                              | 1998년 9월 19일                                                                                              | 라호르                                                                         | 69                | (출처: Corporate McDonald's 2024년 12월 31일) | 3,698,834   | McDonald's 파키스탄 참조 |
| 105 | 조지아                                       | 1999년 2월 5일                                                                                               | 트빌리시 루스타벨리 대로                                                       | 25                | (출처: Corporate McDonald's 2024년 12월 31일) | 152,267     | 캅카스 최초의 지점. McDonald's 조지아 참조 |
| 106 | 지브롤터 (영국 영토)                         | 1999년 8월 13일                                                                                              | 지브롤터 서부                                                                  | 1                 | (출처: 2018)                                  | 40,126      | McDonald's 스페인 참조 |
| 107 | 아제르바이잔                                 | 1999년 11월 6일                                                                                              | 바쿠 분수대 광장                                                               | 29                | (출처: Corporate McDonald's 2024년 12월 31일) | 358,542     | McDonald's 아제르바이잔 참조 |
| 108 | 프랑스령 기아나 (프랑스의 일부)              | 2000년 2월 22일                                                                                              | 카옌                                                                           | 3                 | (출처: Corporate McDonald's 2024년 12월 31일) | 104,555     | McDonald's 프랑스령 안틸레스 참조 |
| 109 | 미국령 사모아 (미국 영토)                    | 2000년 9월 29일                                                                                              | 팡오팡오                                                                       | 1                 | (출처: McDonald's 미국 2024)                  | 46,029      | |
| 110 | 모리셔스                                     | 2001년 7월 4일                                                                                               | 포트루이스                                                                     | 17                | (출처: Corporate McDonald's 2024년 12월 31일) | 74,605      | McDonald's 모리셔스 참조 |
| 111 | 베트남                                       | 2014년 2월 8일                                                                                               | 호찌민시                                                                       | 37                | (출처: Corporate McDonald's 2024년 12월 31일) | 2,745,906   | McDonald's 베트남 보관됨 2022-01-31 - 웨이백 머신 참조 |
| 112 | 생마르탱 (프랑스 영토)                       | 2014년 12월 29일                                                                                             | 마리고                                                                         | 1                 | (출처: McDonald's 생마르탱)                   | 31,496      | |
| 113 | 서사하라 (모로코 점령 지역)                  | 2017년 8월 10일                                                                                              | 엘아이운                                                                       | 1                 | (출처: Publico)                               | 600,904     | 참조 |

## 과거 지점
| #  | 국가/영토                                    | 최초 매장 개장일 | 폐쇄일           | 폐쇄 이유 | 매장 수 |
| -- | -------------------------------------------- | ---------------- | ---------------- | --- | --- |
| 1  | 바베이도스                                   | 1989년 8월 25일  | 1990년 12월 13일 | 극심한 판매 부진으로 폐쇄되었다. | 1 |
| 2  | 버뮤다 (영국 영토)                           | 1985년 11월 10일 | 1995년 3월 9일   | 해당 영토 내 프랜차이즈 레스토랑을 금지하는 정부 법률 통과 후 폐쇄되었다. 맥도날드 레스토랑은 버뮤다 해군 항공기지에 위치하여 법률에서 면제되었다. 기지가 1995년에 폐쇄되면서 레스토랑도 폐쇄해야 했다. | 1 |
| 3  | 볼리비아                                     | 1997년 11월 21일 | 2002년 11월 30일 | 판매 부진 및 높은 가격으로 인해 폐쇄되었다. 맥도날드는 이후 볼리비아 시장 재진출을 시도했지만 거의 성공하지 못했다. | 8 |
| 4  | 자메이카                                     | 1995년 4월 15일  | 2005년 10월 14일 | 정치적 문제 및 판매 감소로 인해 폐쇄되었다. | 11 |
| 5  | 몬테네그로 (당시 세르비아 몬테네그로의 일부) | 2004년 6월 1일   | 2007년 5월       | 부드바에 계절 한정 맥도날드 레스토랑이 개장되었으나, 영구적인 위치 부족으로 나중에 폐쇄되었다. | 1 |
| 6  | 아이슬란드                                   | 1993년 9월 9일   | 2009년 10월 31일 | 2008-2011년 아이슬란드 금융 위기로 인해 폐쇄되었다. 모든 이전 맥도날드 레스토랑은 현지에서 메트로로 이름이 변경되었으며, 맥도날드와 동일한 메뉴와 국내 제품을 제공했다. | 3 |
| 7  | 북마케도니아 (당시 마케도니아 공화국)        | 1997년 9월 6일   | 2013년 5월 14일  | 프랜차이즈 소유자 스베토 야네프스키(Sveto Janevski)와의 계약 및 계약상 의무 불이행으로 인해 폐쇄되었다. 맥도날드는 이후 마케도니아 시장 재진출을 시도했지만 거의 성공하지 못했다. | 7 |
| 8  | 산마리노                                     | 1999년 7월 6일   | 2019년 7월 6일   | 산마리노의 유일한 맥도날드 레스토랑은 보르고마조레에 위치했다. 개장 20년 후인 2019년 7월 6일, 인근 이탈리아 지역의 레스토랑과 근접하여 판매가 감소하여 영업을 중단했다. | 1 |
| 9  | 러시아 (상세) (당시 소련의 일부)             | 1990년 1월 31일  | 2022년 5월 16일  | 최초의 레스토랑은 1990년 모스크바 푸시킨 광장에 개장되었다. 이는 소련 자체의 첫 지점이었으며, 개장 후 1991년 12월 소련은 해체되었다. 2022년 3월, 맥도날드는 러시아의 우크라이나 침공으로 인해 러시아 내 모든 영업을 중단했다. 맥도날드는 이후 지정학적 우려를 이유로 러시아 내 모든 맥도날드 영업을 영구적으로 중단하기로 결정했다. 폐쇄 전, 맥도날드는 러시아에 850개의 레스토랑을 개장했었다. 이 브랜드는 2022년 6월 12일 프쿠스노 이 토치카 (Вкусно и точка, "맛있고 그게 다야")라는 새로운 브랜드로 현지 프랜차이즈 가맹점주 알렉산드르 고보르(Alexander Govor)에 의해 재출범되었으며, 그는 5월에 맥도날드로부터 운영권을 인수했다. 메뉴와 장비는 동일하지만 대부분의 상표는 폐기되었다. 맥도날드는 15년 후에 850개의 레스토랑을 다시 인수할 수 있는 옵션을 가질 것으로 예상된다. | 850 |
| 10 | 벨라루스                                     | 1996년 12월 10일 | 2022년 11월 27일 | 2022년 11월, 맥도날드가 벨라루스에서 영업을 중단하고 11월 27일에 그렇게 했다고 발표되었으며, 러시아 패스트푸드 체인 프쿠스노 이 토치카 (Вкусно и точка, Tasty and that's it)가 그 자리를 대신할 것이라고 주장했다. 대신, 레스토랑은 "우리는 열려있다!"라는 표지판 아래에서 영업을 시작했다. | 25 2023년 4월 초, KSB 빅토리 레스토랑(벨라루스 맥도날드 운영사)은 "Mak.by"라는 이름과 상표 등록을 신청했다. 2023년 4월 18일, 레스토랑 체인 이름은 "Mak.by"로 변경되었다. |
| 11 | 보스니아 헤르체고비나                        | 2011년 7월 20일  | 2022년 12월 31일 | 맥도날드가 해당 국가에서 영업 허가를 취소당하여 "추후 공지까지" 폐쇄되었다. | 6 |
| 12 | 카자흐스탄                                   | 2016년 3월 8일   | 2023년 1월 5일   | 러시아의 우크라이나 침공으로 인해 러시아산 버거 패티 구매가 금지되는 등 공급 제한으로 영업이 중단되었다. | 24 2023년 1월 23일, 프랜차이즈의 현지 소유주인 푸드 솔루션즈 KZ(Food Solutions KZ)는 레스토랑을 "MyOtkryty"(МыОткрыты, WeAreOpen)라는 브랜드로 재개장했으며, 약간 변경된 이름으로 동일한 메뉴를 제공했다. 2023년 8월 16일, 이 브랜드 이름은 폐기되었고, 각 레스토랑은 "나는 ~이다"라는 패턴에 따라 카자흐어 또는 러시아어 이름을 따서 "Men Aidanamin"(Мен Айданамын, 나는 아이다나이다)과 같은 자체 이름을 갖게 되었다. 같은 해 11월 23일, 브랜드는 다시 "I'm"이라는 영어 이름으로 변경되었다. |
| 13 | 스리랑카                                     | 1998년 10월 16일 | 2024년 3월 25일  | 2024년 3월 25일, 콜롬보 고등법원의 맥도날드 브랜드 사용 금지 명령에 따라 맥도날드가 스리랑카 프랜차이즈인 아반스 Plc(Abans Plc)와의 계약을 해지하면서 모든 12개 매장이 추후 공지까지 일시 폐쇄되었다. 위생 불량에 대한 주장도 있었다. 맥도날드 코퍼레이션과 국제 레스토랑 시스템즈(주)는 스리랑카에서의 프랜차이즈 관계를 상호 합의 하에 종료하기로 했다. 양측은 합의 가능한 법적 합의에 도달했다. | 12 |

## 같이 보기
- 빅맥 지수
- 델 분쟁 예방 이론
- 골든 아치 이론
- 맥도날드 제품의 국제적 가용성
- 버거킹 프랜차이즈 나라 목록
- KFC 프랜차이즈 나라 목록
- 졸리비 매장 나라 목록
- 나라 목록
- 레스토랑 목록
- 마도날
- 이케아 매장이 있는 나라 목록
- 맥도날디제이션
- 맥월드